# Stadion Dynama-Juni
Stadion Dynama-Juni – stadion piłkarski w Mińsku, na Białorusi. Obiekt może pomieścić 6000 widzów. Obecnie swoje spotkania rozgrywają na nim piłkarze Dynama Mińsk. Stadion jest w posiadaniu klubu od 2008 roku, wcześniej należał do zespołu FK Daryda, który również w 2008 roku zakończył swą działalność (drużyna w latach 2003–2008 występowała w najwyższej klasie rozgrywkowej). Dawniej arena nosiła nazwę swego poprzedniego klubu, Daryda, w 2009 roku zmieniono ją na Dynama-Juni. Obiekt był także jedną z aren piłkarskich Mistrzostw Europy kobiet U-19 w 2009 roku.